# Шахтёрская швейно-трикотажная фабрика
Шахтёрская швейно-трикотажная фабрика — промышленное предприятие в городе Шахтёрск Донецкой области.

## История
В соответствии с восьмым пятилетним планом развития народного хозяйства СССР в городе Шахтёрск были построены Дом одежды (начавший работу в 1969 году) и швейно-трикотажная фабрика (введённая в эксплуатацию в 1970 году).
В целом, в советское время фабрика входила в число ведущих предприятий города.
После провозглашения независимости Украины, в условиях разрыва производственной кооперации и экономического кризиса 1990-х годов положение фабрики осложнилось (так как ранее часть сырья поступала из Узбекской ССР). В дальнейшем, государственное предприятие было преобразовано в общество с ограниченной ответственностью.
В 2000 году фабрика была признана банкротом, но позднее восстановила работу.
С весны 2014 года контролируется самопровозглашённой Донецкой Народной Республикой.

## Деятельность
Фабрика специализировалась на пошиве детской, женской и мужской трикотажной одежды.